# Гендерсон (Західна Вірджинія)
Гендерсон (англ. Henderson) — місто (англ. town) в США, в окрузі Мейсон штату Західна Вірджинія. Населення — 228 осіб (2020).

## Географія
Гендерсон розташований за координатами 38°49′50″ пн. ш. 82°8′9″ зх. д. / 38.83056° пн. ш. 82.13583° зх. д. (38.830585, -82.135843).  За даними Бюро перепису населення США в 2010 році місто мало площу 1,21 км², з яких 1,08 км² — суходіл та 0,12 км² — водойми.

### Клімат
| Клімат : Гендерсон    | Клімат : Гендерсон | Клімат : Гендерсон | Клімат : Гендерсон | Клімат : Гендерсон | Клімат : Гендерсон | Клімат : Гендерсон | Клімат : Гендерсон | Клімат : Гендерсон | Клімат : Гендерсон | Клімат : Гендерсон | Клімат : Гендерсон | Клімат : Гендерсон | Клімат : Гендерсон |
| Показник              | Січ.               | Лют.               | Бер.               | Квіт.              | Трав.              | Черв.              | Лип.               | Серп.              | Вер.               | Жовт.              | Лист.              | Груд.              | Рік                |
| Середній максимум, °C | 6,1                | 8,3                | 13,9               | 20,0               | 25,0               | 29,4               | 31,1               | 30,6               | 27,2               | 21,1               | 13,9               | 7,8                | 19,4               |
| Середній мінімум, °C  | −5                 | −3,9               | 0,0                | 5,0                | 10,6               | 15,6               | 17,8               | 16,7               | 12,8               | 6,1                | 1,1                | −3,3               | 6,1                |
| Норма опадів, мм      | 79                 | 76                 | 99                 | 89                 | 104                | 94                 | 109                | 97                 | 79                 | 64                 | 74                 | 79                 | 1036               |
| --------------------- | ------------------ | ------------------ | ------------------ | ------------------ | ------------------ | ------------------ | ------------------ | ------------------ | ------------------ | ------------------ | ------------------ | ------------------ | ------------------ |
| Джерело: Weatherbase  |                    |                    |                    |                    |                    |                    |                    |                    |                    |                    |                    |                    |                    |

## Демографія
Згідно з переписом 2010 року, у місті мешкала 271 особа в 114 домогосподарствах у складі 72 родин. Густота населення становила 225 осіб/км².  Було 132 помешкання (109/км²).
Расовий склад населення:
| - 94,8 % — білих - 1,8 % — азіатів - 1,5 % — чорних або афроамериканців - 1,1 % — корінних американців |

До двох чи більше рас належало 0,7 %. Частка іспаномовних становила 0,4 % від усіх жителів.
За віковим діапазоном населення розподілялося таким чином: 24,7 % — особи молодші 18 років, 60,5 % — особи у віці 18—64 років, 14,8 % — особи у віці 65 років та старші. Медіана віку мешканця становила 38,4 року. На 100 осіб жіночої статі у місті припадало 86,9 чоловіків;  на 100 жінок у віці від 18 років та старших — 77,4 чоловіків також старших 18 років.
Середній дохід на одне домашнє господарство  становив 31 007 доларів США (медіана — 25 250), а середній дохід на одну сім'ю — 35 358 доларів (медіана — 36 042). За межею бідності перебувало 21,8 % осіб, у тому числі 46,2 % дітей у віці до 18 років та 6,5 % осіб у віці 65 років та старших.
Цивільне працевлаштоване населення становило 43 особи. Основні галузі зайнятості: освіта, охорона здоров'я та соціальна допомога — 32,6 %, транспорт — 14,0 %, науковці, спеціалісти, менеджери — 14,0 %.